# Віла-Флор (парафія)
Віла-Флор (порт. Vila Flor; МФА: [ˈvi.ɫɐ ˈfɫoɾ]) — парафія в Португалії, у муніципалітеті Віла-Флор. Розташована в північно-східній частині країни, на теренах історичної португальської провінції Трансмонтана. Входить до складу округу Браганса. За адміністративним поділом, чинним до 1976 року, терени парафії були складовою провінції Трансмонтана і Верхнє Дору. Належить до Брагансько-Мірандської діоцезії Католицької церкви. Патрон — святий Варфоломій. Площа — 31,8753 км². Населення — 2269 ос. (2011). Слабо урбанізований регіон. Густота населення — 71,18 осіб/км²
. Код — 041017.

## Населення
| Кількість мешканців | Кількість мешканців | Кількість мешканців | Кількість мешканців | Кількість мешканців | Кількість мешканців | Кількість мешканців | Кількість мешканців | Кількість мешканців | Кількість мешканців | Кількість мешканців | Кількість мешканців | Кількість мешканців | Кількість мешканців | Кількість мешканців |
| ------------------- | ------------------- | ------------------- | ------------------- | ------------------- | ------------------- | ------------------- | ------------------- | ------------------- | ------------------- | ------------------- | ------------------- | ------------------- | ------------------- | ------------------- |
| 1864                | 1878                | 1890                | 1900                | 1911                | 1920                | 1930                | 1940                | 1950                | 1960                | 1970                | 1981                | 1991                | 2001                | 2011                |
| 1 477               | 1 987               | 2 093               | 1 705               | 1 582               | 1 510               | 1 760               | 1 963               | 2 187               | 2 062               | 2 007               | 2 394               | 2 392               | 2 531               | 2 269               |